# Rondoy
De Rondoy, ook geschreven als Runtuy, is een berg in Peru. De berg heeft een hoogte van 5.870 meter.
De Rondoy is onderdeel van de Cordillera Huayhuash, dat weer deel uitmaakt van het Andesgebergte